# Conservation de la nature Canada
Pour les articles homonymes, voir CNC.
 (mars 2020).
 (avril 2022).
La mise en forme du texte ne suit pas les recommandations de Wikipédia : il faut le « wikifier ».
Les points d'amélioration suivants sont les cas les plus fréquents. Le détail des points à revoir est peut-être précisé sur la page de discussion.
- Les titres sont pré-formatés par le logiciel. Ils ne sont ni en capitales, ni en gras.
- Le texte ne doit pas être écrit en capitales (les noms de famille non plus), ni en gras, ni en italique, ni en « petit »…
- Le gras n'est utilisé que pour surligner le titre de l'article dans l'introduction, une seule fois.
- L'italique est rarement utilisé : mots en langue étrangère, titres d'œuvres, noms de bateaux, etc.
- Les citations ne sont pas en italique mais en corps de texte normal. Elles sont entourées par des guillemets français : « et ».
- Les listes à puces sont à éviter, des paragraphes rédigés étant largement préférés. Les tableaux sont à réserver à la présentation de données structurées (résultats, etc.).
- Les appels de note de bas de page (petits chiffres en exposant, introduits par l'outil «  Source ») sont à placer entre la fin de phrase et le point final[comme ça].
- Les liens internes (vers d'autres articles de Wikipédia) sont à choisir avec parcimonie. Créez des liens vers des articles approfondissant le sujet. Les termes génériques sans rapport avec le sujet sont à éviter, ainsi que les répétitions de liens vers un même terme.
- Les liens externes sont à placer uniquement dans une section « Liens externes », à la fin de l'article. Ces liens sont à choisir avec parcimonie suivant les règles définies. Si un lien sert de source à l'article, son insertion dans le texte est à faire par les notes de bas de page.
- La présentation des références doit suivre les conventions bibliographiques. Il est recommandé d'utiliser les modèles {{Ouvrage}}, {{Chapitre}}, {{Article}}, {{Lien web}} et/ou {{Bibliographie}}. Le mode d'édition visuel peut mettre en forme automatiquement les références.
- Insérer une infobox (cadre d'informations à droite) n'est pas obligatoire pour parachever la mise en page.

Pour une aide détaillée, merci de consulter Aide:Wikification.
Si vous pensez que ces points ont été résolus, vous pouvez retirer ce bandeau et améliorer la mise en forme d'un autre article.
 (avril 2022).
 (juin 2023).
Conservation de la nature Canada (CNC) (anglais : Nature Conservancy of Canada), est un organisme privé à but non lucratif fondé en 1962, destiné à la conservation et à la restauration des terres canadiennes. 
Depuis sa création, l’organisme et ses partenaires ont protégé plus de 15 millions d’hectares de terres et d’eaux d’importance écologique à travers le Canada, de même que l’habitat de plus d’un quart des espèces en péril du pays.
Avec des bureaux dans chaque province, CNC œuvre à l’échelle locale en collaboration avec différentes parties prenantes et partenaires pour faire l'acquisition de parcelles de terre.

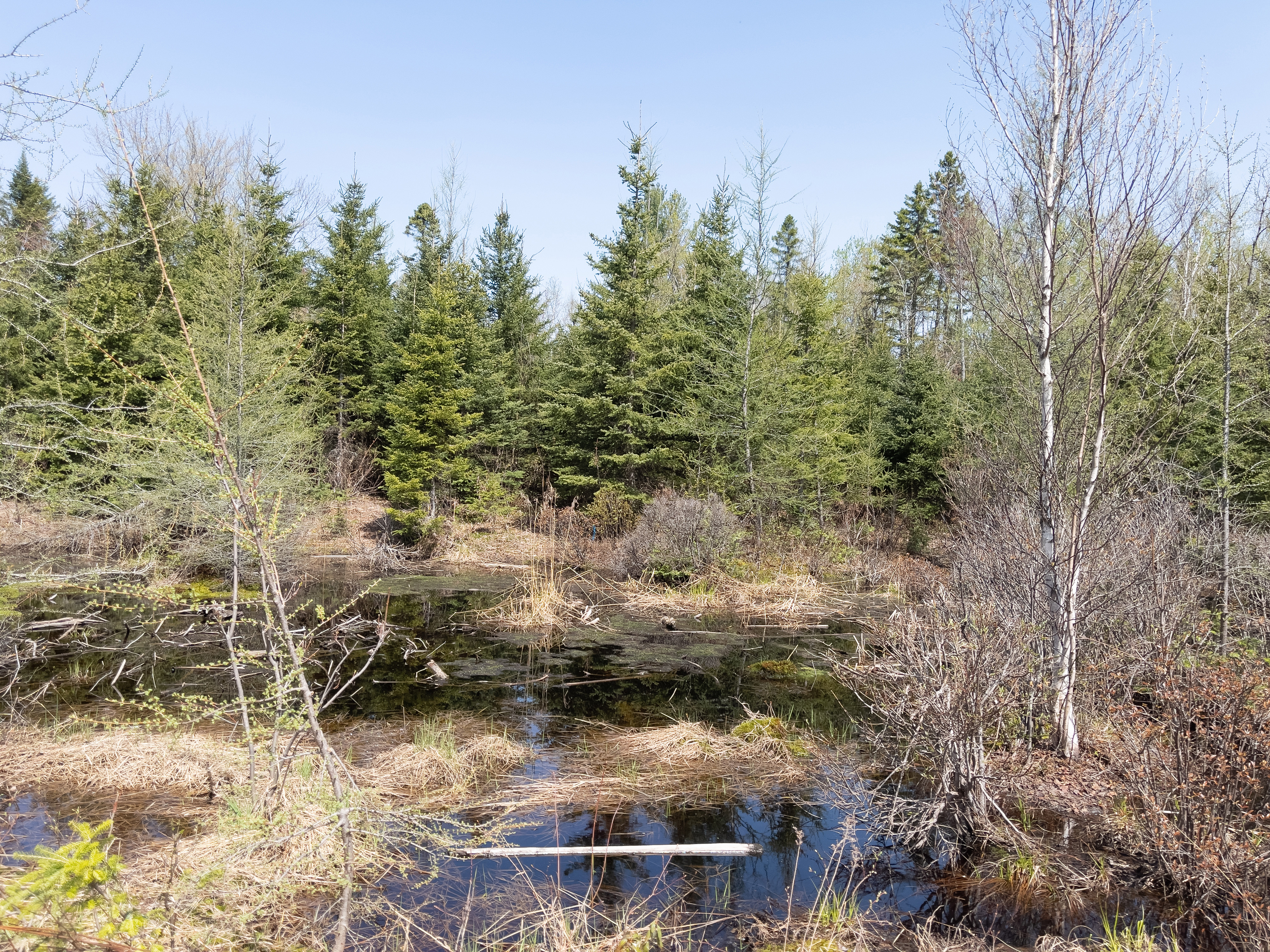
Réserve naturelle de la Tourbière-du-Lac-à-la-Tortue, Québec

## Évènements marquants et campagnes
Le premier projet de CNC est le marais et la tourbière de Cavan (maintenant connu sous le nom de réserve faunique du marais Cavan) à l’ouest de Peterborough, en Ontario, en 1968. Ce site de 1 340 hectares constitue un habitat pour diverses espèces, dont 22 types d'orchidées. Le premier projet de l'organisme à l'extérieur de l'Ontario est Sight Point, sur l'île du Cap-Breton, en Nouvelle-Écosse, en 1971.
À ce jour, l’organisme a conservé plus de 1 000 propriétés d’un océan à l’autre, dont l'aire de conservation des prairies patrimoniales Old Man on His Back de 5 300 hectares en Saskatchewan, le parc Waterton de 11 000 hectares en Alberta et l’aire de conservation Darkwoods de 55 000 hectares en Colombie-Britannique. Il est parfois considéré comme le plus grand projet privé de conservation de l’histoire du Canada. Le projet de séquestration de carbone de la forêt Darkwoods est le programme de crédit de carbone de CNC, lauréat de prix et certifié par une tierce partie[source insuffisante].
CNC mène plusieurs campagnes de sensibilisation et de financement pour la conservation de la nature fondée sur des données probantes. Le Programme de conservation des zones naturelles (PCZN), lancé en 2007, est un partenariat public-privé entre le gouvernement du Canada et CNC, ainsi que les partenaires du programme, les fiducies foncières du pays. Administré par CNC, le PCZN permet aux partenaires de fournir une contribution équivalente à celle du gouvernement fédéral, à raison de deux pour un, grâce aux contributions de fondations, de sociétés, de particuliers et d’autres paliers de gouvernement. 
La réserve naturelle Jean-Paul-Riopelle située à Saint-Antoine-de-l’Isle-aux-Grues est la propriété de l’organisme Conservation de la nature Canada depuis 2007.
En 2019, le PCZN est remplacé par le programme de conservation du patrimoine naturel (PCPN), un partenariat de quatre ans bénéficiant d'un engagement du gouvernement fédéral se chiffrant à 100 millions de dollars. À ce jour, cet important partenariat permet de susciter des investissements de près de 400 millions de dollars du gouvernement du Canada ainsi que des contributions de contrepartie totalisant plus de 800 millions de dollars. Ceci se traduit par plus de 1,2 milliard de dollars de résultats en matière de conservation, y compris la protection de près de 700 000 hectares où vivent plus de 200 espèces en péril, soit une superficie légèrement supérieure à celle du parc national de Banff (Alb.).
Lancée en 2007, la campagne de financement Une force pour la nature, permet d'amasser plus de 500 millions de dollars pour la conservation des terres. Ryan Reynolds, Jason Priestley, William Shatner et d'autres célébrités canadiennes apparaissent dans une série de publicités pour en faire la promotion.
En 2013, la campagne Laissez votre signature a pour objectif d’amasser 750 millions de dollars pour la conservation à travers le Canada. Elle s'achève en 2020 avec la contribution de plus de 110 000 donatrices et donateurs. Dans le cadre de la campagne, 540 nouveaux projets de conservation sont menés à terme partout dans le pays, soit une superficie totale de 115 000 kilomètres carrés protégeant l'habitat de 130 espèces en péril, dont 7 sont endémiques, c'est-à-dire trouvées uniquement au Canada.
En avril 2022, CNC annonce son plus vaste projet de conservation à ce jour : Terres boréales. Située dans le nord de l’Ontario, près de la ville de Hearst, la région abrite d'innombrables espèces animales et végétales, dont le lynx, l'ours noir, l'orignal, le caribou des bois (une espèce menacée), ainsi que des centaines d'espèces d'oiseaux résidents et migrateurs. Ses 145 000 hectares comprennent plus d’une centaine de lacs et 1 300 kilomètres de cours d’eau et de berges, ainsi que des tourbières, marécages et forêts mixtes.
Il est estimé que le carbone séquestré dans le sol et les arbres de ce territoire équivaut aux émissions moyennes à vie de 3 millions de voitures. CNC acquiert ces milliers d’hectares du fabricant de pâtes et papiers Domtar. Une fois terminé, Terres boréales sera le plus grand projet de conservation de terres privées de l'histoire du Canada. En mai 2022, l’organisme a déjà recueilli 70 % de son objectif de 46 millions de dollars pour en faire l’acquisition et assurer son intendance.
Dans la poursuite de ses efforts pour collaborer avec les communautés autochtones et apprendre d’elles, CNC fait la déclaration suivante : « Conservation de la nature Canada reconnaît respectueusement que son travail à travers le pays se déroule sur les territoires traditionnels d’un grand nombre de nations et de communautés autochtones. Le projet Terres boréales se situe dans les limites du Traité no 9 (Traité de la baie James), qui est à la fois le territoire traditionnel et actuel de nombreuses nations et communautés autochtones. CNC œuvre à l’établissement de relations significatives, respectueuses et à long terme avec les communautés autochtones locales, en reconnaissant et en soutenant les droits et les liens des peuples autochtones à l’égard de ces terres. »

## Collaboration avec les communautés autochtones
CNC reconnaît formellement que « Les peuples autochtones ont protégé et veillé sur les milieux naturels, la flore et la faune qui assurent leur subsistance depuis des millénaires et que CNC a beaucoup à apprendre des peuples autochtones d’à travers le pays et que cela contribuera à faire de nous de meilleurs gestionnaires et protecteurs des terres ».
Ses projets collaboratifs vont de l’aire de conservation Gámdis Tlagee à Haida Gwaii, en Colombie-Britannique, où il travaille avec la nation Haïda, aux projets des dunes de Cascumpec et Conway menés conjointement avec L'Nuey, l'initiative pour les droits des Mi'kmaq à l'Île-du-Prince-Édouard.  
En 2014, CNC a lancé Learning the Land (Apprendre le territoire) en partenariat avec plusieurs écoles autochtones en vue de faire le lien entre les visions du monde autochtone et celles du monde scientifique. En 2019, ce partenariat est davantage formalisé par le Cadre de travail pour la collaboration en conservation autochtone de CNC.

## Accès à la nature
La plupart des propriétés de CNC sont ouvertes au public. Sous la bannière Destinations Nature, plus de 30 sites emblématiques à travers le pays - avec au moins un site dans chaque province - sont ouverts au public. Chacune de ces destinations représente un exemple notable de paysage naturel intact du pays.   

## Action bénevole
Le programme Bénévole pour la conservation de CNC est un partenaire essentiel et unique au Canada. Les activités bénévoles vont du ramassage de détritus à la gestion d'espèces envahissantes sur les propriétés de CNC, en passant par divers projets de science participative visant à mieux comprendre la biodiversité à travers le pays.

## Dons privés
En plus du financement provenant de divers paliers de gouvernement, en tant qu'organisme à but non lucratif enregistré, CNC est financé par les dons de particuliers, de fondations et de sociétés. Les dons uniques et mensuels récurrents permettent de financer l'acquisition de nouvelles propriétés et de gérer les sites existants. Parmi les autres options, il existe les dons en mémoire d'un être cher, les dons d'actions ou d'autres investissements, ou encore la désignation de CNC comme bénéficiaire dans un testament ou d'une police d'assurance-vie.
Sur chaque dollar donné à CNC, la grande majorité est directement allouée à la conservation et à la sécurisation de terres et aux programmes de soutien (0,78 $ par dollar en 2020-2021).
Les propriétaires fonciers peuvent également faire don de propriétés écologiquement importantes à l’organisme et bénéficier en retour d'avantages fiscaux dans le cadre du Programme des dons écologiques.

## Distinctions et prix
En 2020, CNC est sélectionné comme l'un des « meilleurs organismes de bienfaisance du Canada » par le magazine Maclean's  et, en 2021, est ajouté au « Top 100 Charities » de Charity Intelligence. Parmi les autres distinctions, CNC apparait en tête du classement de 2010 à 2019 du MoneySense Charity 100, une liste annuelle qui classe les organismes de bienfaisance canadiens en fonction de leurs finances et de leur transparence, une notation de quatre étoiles de Charity Intelligence en 2019, l’inscription sur la liste des « organismes de bienfaisance de l’année » du Financial Post en 2014, 2015 et 2017, et la certification Great Place to Work.

## Magazine
CNC publie un magazine trimestriel, le Magazine Conservation de la nature Canada, qui est envoyé gratuitement à toute personne ayant fait un don de 25 $ ou plus par année à l’organisme. L’organisme possède également un blog (Land Lines) - classé parmi les « 100 meilleurs blogs sur la nature » en 2021 - et est actif sur les médias sociaux, notamment sur Twitter et Instagram.

## Gouvernance
Après avoir occupé le poste de président et chef de la direction de CNC pendant 23 ans, John Lounds prend sa retraite en 2020. Catherine Grenier est la présidente et chef de la direction actuelle de CNC. Mme Grenier, une leader lauréate de plusieurs prix, a acquis de l’expérience au sein de divers organismes de conservation de la nature, plus récemment à titre de vice-présidente - Exploitation, parcs nationaux, à la Sépaq (Société des établissements de plein air du Québec), l’organisme qui supervise les parcs, les réserves et les centres touristiques du Québec.  

## Photos
Réserve naturelle de la Tourbière-du-Lac-à-la-Tortue au Québec

Divers habitats de la réserve
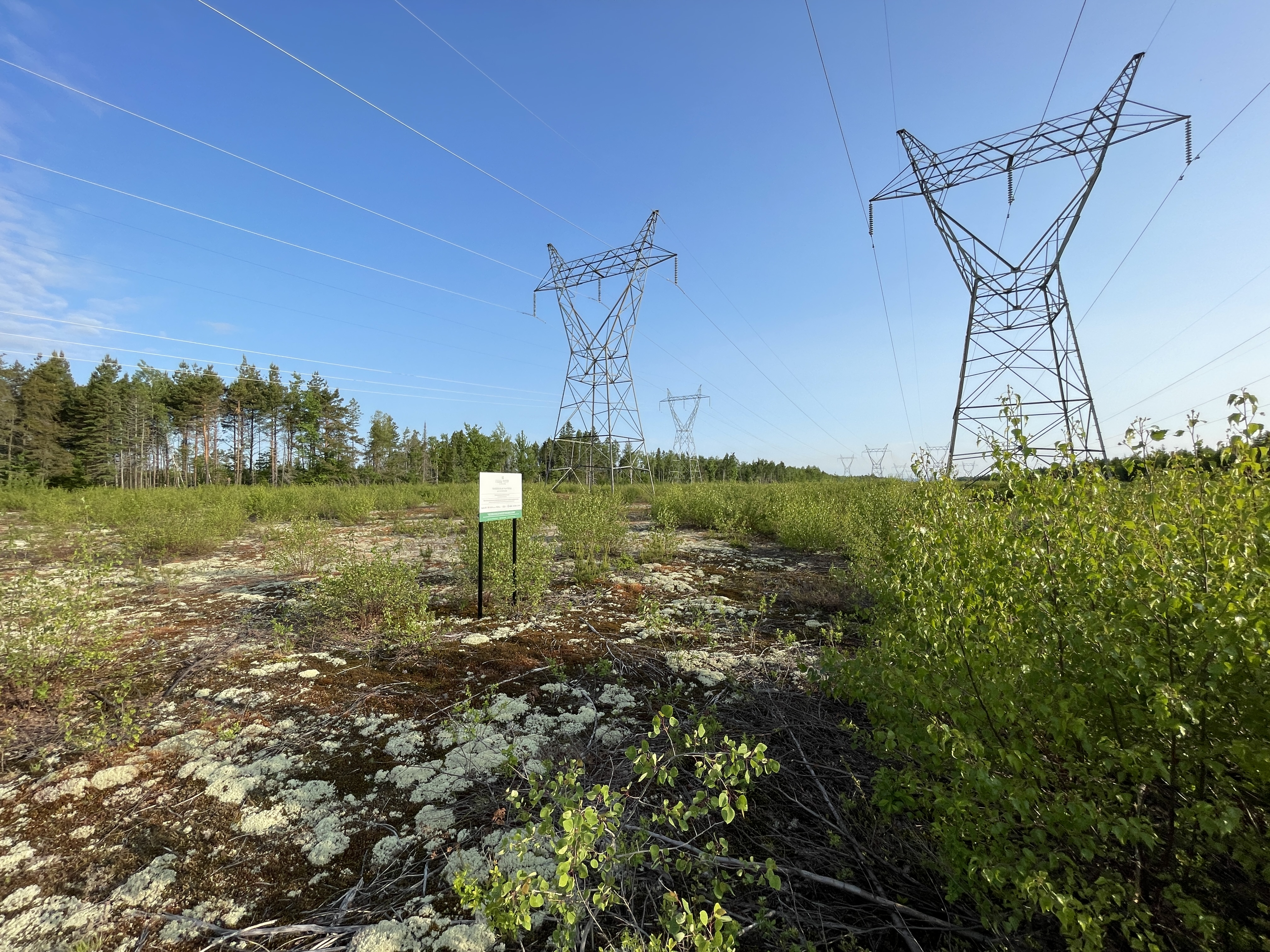
Panneau (CNC), pylônes et lignes de transmission à haute tension d'Hydro-Québec
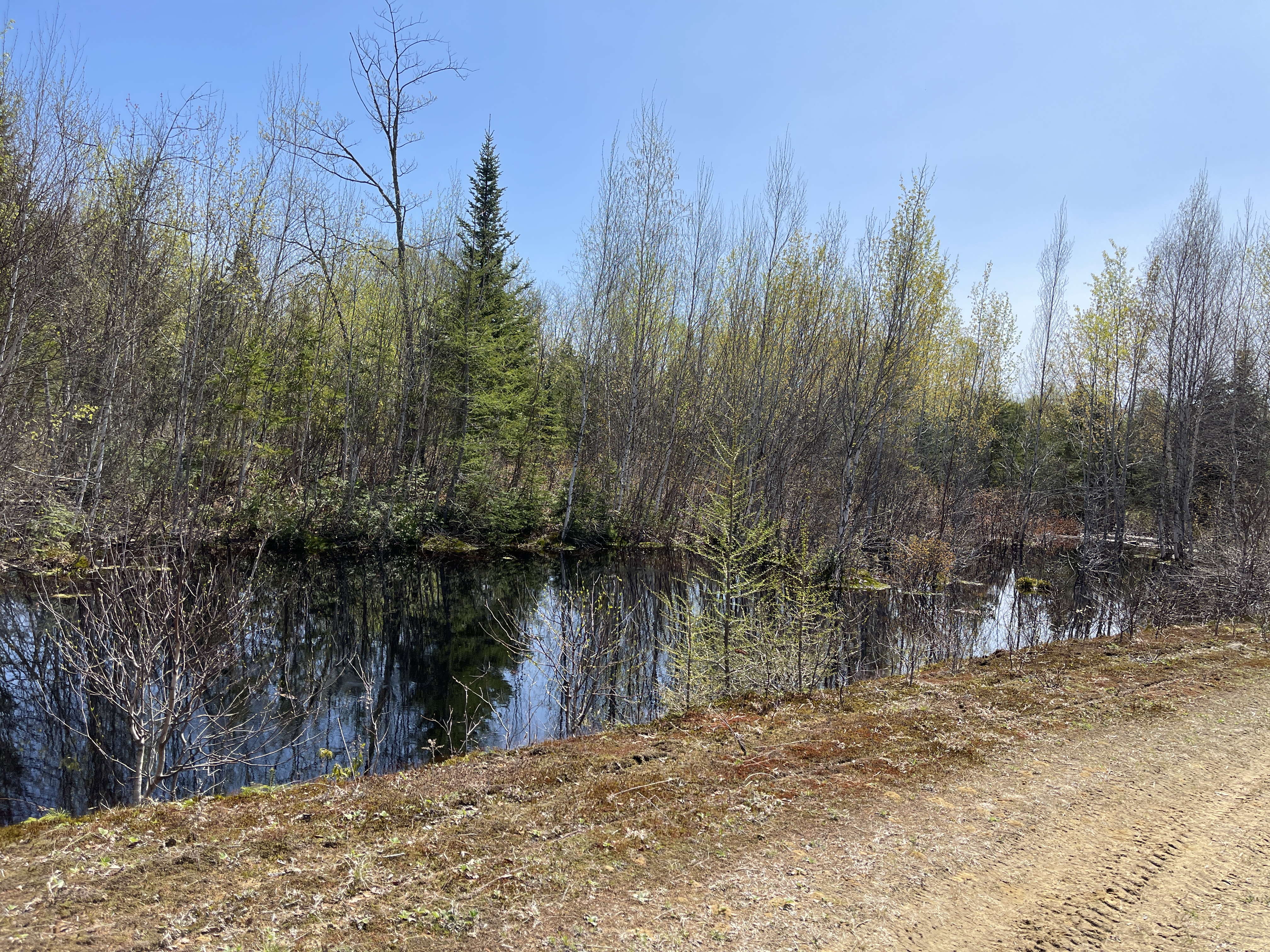
Alternance de mares, de milieux arbustifs et boisés, Saint-Maurice
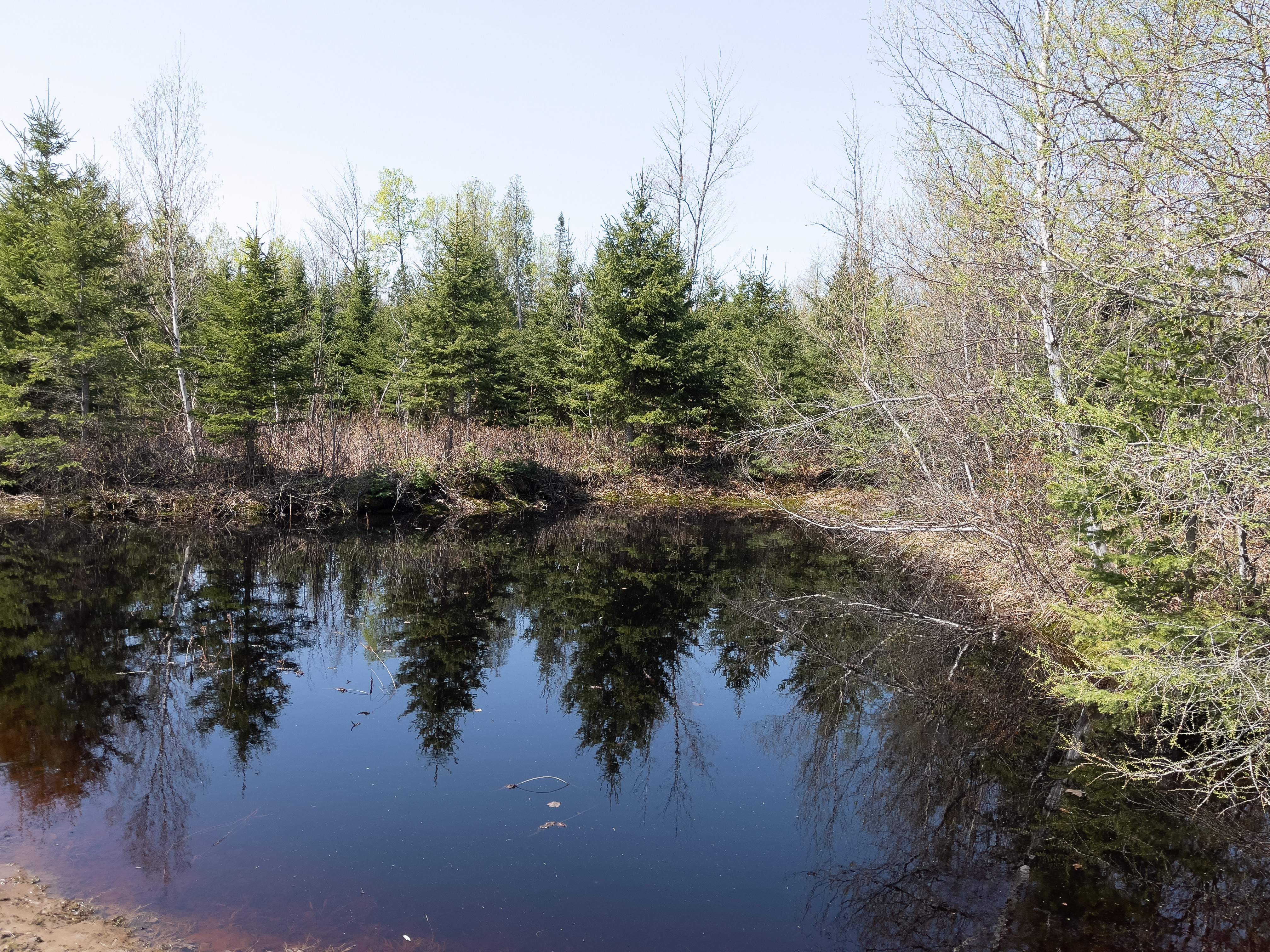
Alternance de mares, de milieux arbustifs et boisés, Saint-Maurice
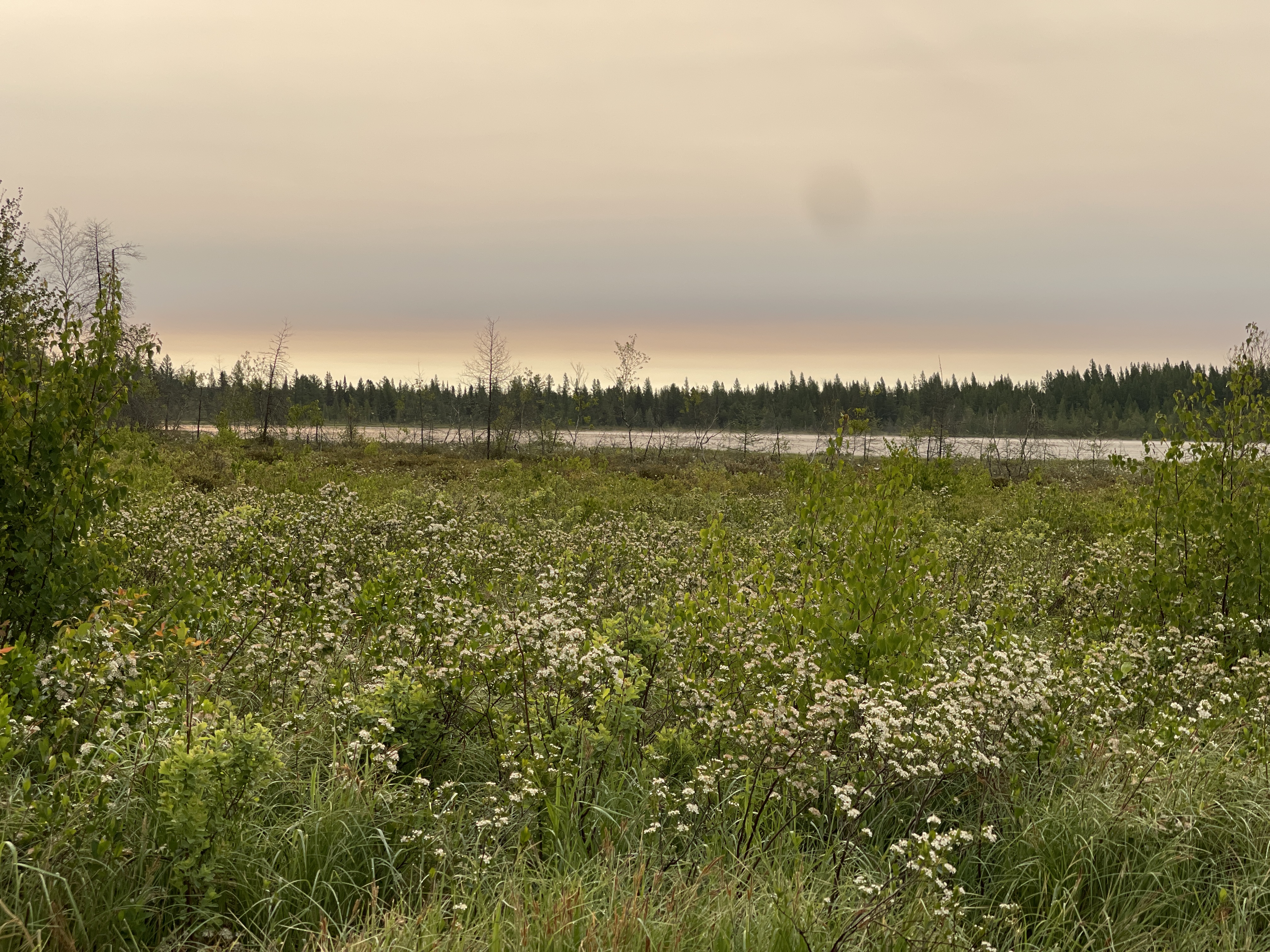
Lac Trotochaud, Notre-Dame-du-Mont-Carmel
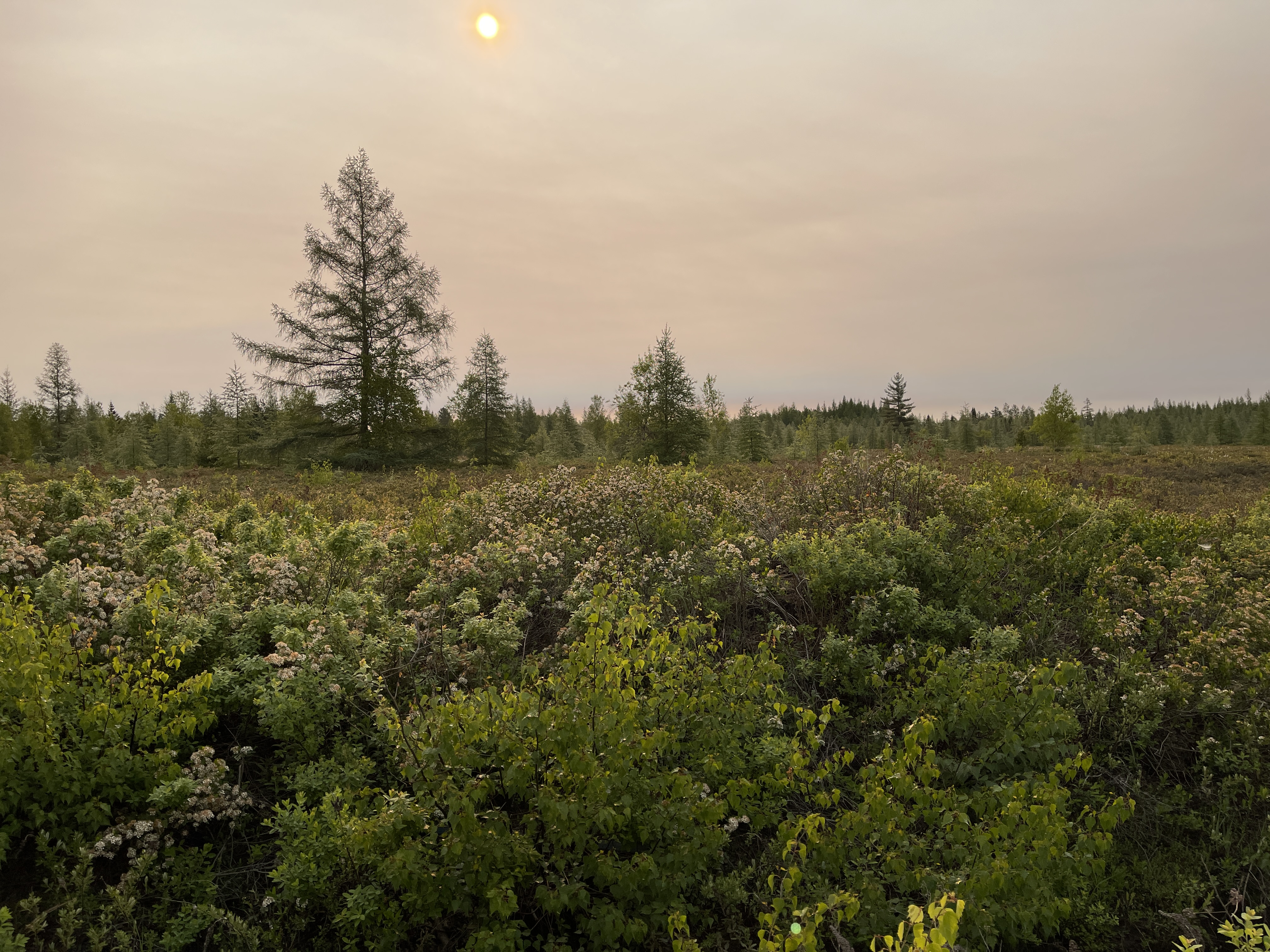
Aire dominée par le mélèze laricin (Larix laricina) et différentes espèces d'éricacées, Notre-Dame-du-Mont-Carmel